# Juan Vicente Mas Quiles
Juan Vicente Mas Quiles (Llíria (Valencia), 25 januari 1921 - 25 oktober 2021) wss een Spaans componist en dirigent.

## Levensloop
Hij begon zijn muzikale opleiding in de muziekschool van de befaamde Ateneu Musical i d'Ensenyament Banda Primitiva de Llíria, een school, die bekend is voor een prima opleiding tot het hoogste muzikale niveau. Hij studeerde fluit en orkestdirectie aan het Conservatorio Superior de Música "Joaquin Rodrigo" te Valencia, dat hij in 1940 voltooide. Daarna ging hij in de militaire dienst en werd in 1946 dirigent van een Militaire Kapel van de Infanterie. Later werd hij dirigent in Sevilla en Valencia alsook gastdirigent van verschillende Spaanse symfonie-orkesten.
Hij componeerde vooral Spaanse muziek zoals paso-dobles en marsen. Grote bekendheid verwierf hij ook voor zijn voortreffelijke arrangementen voor Banda's (harmonieorkesten) van grootwerken van de orkestliteratuur, zoals de zes delen Granada, Cataluña, Sevilla, Cádiz, Asturias en Aragón uit de Suite Espagñola van Isaac Albéniz, Dolly Suite van Gabriel Fauré en Kinderszenen van Robert Schumann.

## Composities

### Werken voor Banda (harmonieorkest)
- 1948 Esperanza Macarena, processiemars
- 1949 Entrada en Jerusalén, processiemars
- 1955 Virgen de la Piedad, processiemars
- 2005 Himne a la Purísima
- Al redoble de Tambour
- Clarinera Major, paso-doble
- De oro y plata
- Dos sonrisas
- Fiestas en Dax
- Hacia el horizonte, paso-doble
- Laurona marcha
- Marcha de los Gladiatores
- Música para Banda - (verplicht werk in de "Seción tercera" tijdens het Certamen International de Bandas de Música - Ciudad de Valencia in 2001)
- Olé mi morena
- Sones de triunfo
- Triunfa la Paz

### Werken voor koor
- 1998 Plegaria a Santa Cecilia, voor gemengd koor en orkest - tekst: Roberto Martín Montañés